# Península de Arauco

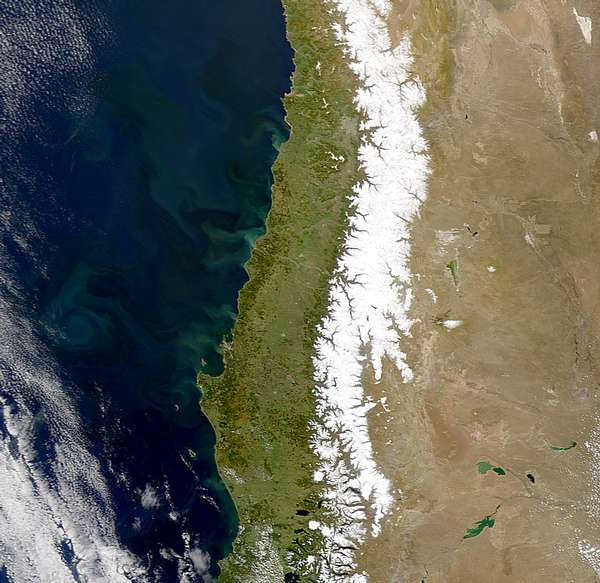
Imagen satelital de Chile Central con la península de Arauco como el sector que más protruye en el mar.

La península de Arauco se ubica en el sur de Chile en la Provincia de Arauco, Región del Biobío y se proyecta en el océano Pacífico hacia el noroeste. La península de Arauco se ubica inmediatamente al oeste de la cordillera de Nahuelbuta. Geológicamente corresponde a un llamado alto de antearco, en la cual se encuentra la cuenca de Arauco. La península forma parte del territorio histórico de la Araucanía.
Gran parte del territorio de la Península de Arauco forma parte de la comuna de Arauco con 956,1 km², donde se encuentra su ciudad capital homónima. Poco más al sur se ubican las comunas de Lebu, Los Álamos, Cañete y Tirúa en el borde costero, además de las comunas de Curanilahue y Contulmo ubicadas hacia el interior junto a la cordillera de Nahuelbuta.
Frente a las costas de la Península de Arauco, se encuentra la Isla Santa María e Isla Mocha, la primera bajo la administración de la comuna de Coronel, y la segunda de Tirúa.